# Wugar Ragimow
Wugar Hamidullowitsch Ragimow (* 5. Februar 1986 in Baku, Aserbaidschanische SSR, Sowjetunion) ist ein ukrainischer Ringer. Er ist mehrfacher Medaillengewinner bei Europameisterschaften im griechisch-römischen Stil im Bantamgewicht.

## Werdegang
Wugar Ragimow kam im Kindesalter in die Ukraine. Dort begann er im Alter von 11 Jahren mit dem Ringen. Er konzentriert sich dabei auf den griechisch-römischen Stil. Während seiner Militärdienstzeit war er Angehöriger von CSKA Saporischschja, jetzt gehört er dem Sportklub Metallurg Saporischschja an. Trainiert wird er seit 2006 von Ewgeni Chestkow. Gegenwärtig ist Ringen sein Beruf. Der 1,60 Meter große Athlet startete immer in der leichtesten Gewichtsklasse des Männerringens, dem Bantamgewicht, das sein Gewichtslimit bei 55 kg hat. In der Saison 2012/13 ringt er in der deutschen Bundesliga für den TuS Adelhausen.
Den ersten Start bei einer internationalen Meisterschaft absolvierte er im Jahre 2003, als er an der Junioren-Weltmeisterschaft in Istanbul in der Gewichtsklasse bis 50 kg teilnahm und dabei auf den 10. Platz kam. Ein Jahr später gewann er bei der Junioren-Europameisterschaft in Murska Sobota in der gleichen Gewichtsklasse seine erste Medaille, eine bronzene. Eine weitere Medaille, wieder eine bronzene, gewann er auch bei der Junioren-Europameisterschaft 2005 in Wrocław, wo er im Bantamgewicht hinter Maxim Mordowin aus Russland und Abas Djudojan aus Armenien auf dem 3. Rang kam. Weniger erfolgreich war er bei den Junioren-Weltmeisterschaften. 2004 belegte er in Vilnius nur den 18. und 2005 in Budapest den 15. Platz.
2006 wurde Wugar Ragimow erstmals bei einer internationalen Meisterschaft der Senioren eingesetzt. Er kam dabei bei der Europameisterschaft in Moskau im Bantamgewicht mit zwei Siegen und zwei Niederlagen auf einen guten 5. Platz. Im gleichen Jahr startete er auch noch bei der Junioren-Europameisterschaft in Szombathely und bei der Junioren-Weltmeisterschaft in Guangzhou. In Szombathely wurde er dabei hinter Saur Kuramagomedow aus Russland Vize-Europameister und in Guangzhou besiegte er Bayram Özdemir aus der Türkei, unterlag dann Hamid Soryan Reihanpour aus dem Iran, besiegte Vicente Lillo Garcia aus Spanien und unterlag in der Trostrunde gegen Wenelin Wenkow aus Bulgarien. Er kam damit auf den 7. Platz.
2007 erkämpfte er sich in Sofia seine erste Medaille bei einer internationalen Meisterschaft der Senioren. Er wurde bei der Europameisterschaft Dritter. Dabei verlor er nach Siegen über Mariusz Łoś aus Polen und Irakli Chochua aus Georgien wieder gegen Saur Kuramagomedow. Die Bronzemedaille gewann er durch einen Sieg in der Trostrunde über Wenelin Wenkow. Kein Glück hatte er jedoch bei der Weltmeisterschaft dieses Jahres in Baku, denn nach einem Sieg über Mamuka Chosrewanidse aus Georgien verlor er gegen Virgil Munteanu aus Rumänien und schied, da dieser das Finale nicht erreichte, vorzeitig aus. Er kam deshalb nur auf den 22. Platz. Ein Trostpflaster für dieses schwache Abschneiden war dann der Gewinn der Silbermedaille bei der Militärweltmeisterschaft in Hyderabad hinter Park Eun-chul aus Südkorea, aber noch vor Nasir Mankijew aus Russland.
Im Jahre 2008 gewann Wugar Ragimow wieder eine Medaille bei der Militär-Weltmeisterschaft, die in diesem Jahr in Split stattfand. Er belegte hinter Mohsen Hajipour aus dem Iran und Choi Gyu-jin aus Südkorea den 3. Platz. Für die Olympischen Spiele 2008 in Peking konnte er sich aber nicht qualifizieren.
Weitere Medaillen gewann er dann noch bei der Europameisterschaft 2010 in Baku, wo er den 3. Platz belegte und bei der Europameisterschaft 2011 in Dortmund, wo er hinter Roman Amojan aus Armenien Vize-Europameister wurde. Zu keinem Medaillengewinn reichte es für ihn bei der Weltmeisterschaft 2009 in Herning, wo er auf den 10. Platz kam, bei der Weltmeisterschaft 2010 in Moskau, wo er nur 25. wurde und bei der Ringer-Weltmeisterschaft 2011 in Istanbul, wo er wieder als 10. einkam.
Im Jahre 2012 gelang es ihm, sich bei der letzten sich bietenden Möglichkeit, einem Turnier in Helsinki, durch einen Sieg vor Arsen Eralijew aus Kirgisistan und Joakim Fagerlund aus Schweden, für die Olympischen Spiele in London zu qualifizieren. In London verlor er seinen ersten Kampf gegen Li Shujin aus China nach Punkten (0:2 Runden, 2:6 Punkte). Da sich dieser Ringer nicht für das Finale qualifizieren konnte, schied er aus und belegte den 13. Platz.

## Internationale Erfolge
| Jahr | Platz | Wettbewerb                               | Gewichtsklasse | Ergebnisse |
| 2003 | 10.   | Junioren-WM in Istanbul                  | bis 50 kg      | Sieger: Rövşən Bayramov, Aserbaidschan vor Yoon Yoon-min, Südkorea |
| 2004 | 3.    | Junioren-EM in Murska Sobota             | bis 50 kg      | hinter Malchaz Solomonidse, Georgien und Chosrew Melikjan, Armenien |
| 2004 | 18.   | Junioren-WM in Vilnius                   | Bantam         | nach Niederlagen gegen Scherali Schodmanow, Usbekistan und Rövşən Bayramov |
| 2005 | 3.    | Junioren-EM in Wrocław                   | Bantam         | hinter Maxim Mordowin, Russland und Abos Djudojan, Armenien |
| 2005 | 15.   | Junioren-WM in Budapest                  | Bantam         | nach einer Niederlage gegen Hamid Soryan Reihanpour, Iran, einem Sieg über Bayram Özdemir, Türkei und einer Niederlage gegen Lazaro Rivas Scull, Kuba                                   |
| 2006 | 5.    | EM in Moskau                             | Bantam         | nach Siegen über Igor Roitman, Israel und Artjom Kiouregian, Griechenland und Niederlagen gegen Roman Amojan, Armenien und Claudiu Florin Gavrila, Rumänien                             |
| 2006 | 2.    | Junioren-EM in Szombathely               | Bantam         | hinter Saur Kuramagomedow, Russland, vor Natig Baghirow, Aserbaidschan und Aurelian Leciu, Rumänien                                                                                     |
| 2006 | 7.    | Junioren-WM in Guangzhou                 | Bantam         | nach einem Sieg über Bayram Özdemir, einer Niederlage gegen Hamid Soryan Reihanpour, einem Sieg über Vicente Lillo Garcia, Spanien und einer Niederlage gegen Wenelin Wenkow, Bulgarien |
| 2007 | 2.    | Welt-Cup in Antalya                      | Bantam         | hinter Pour Yasin Bahrami, Iran, vor Harun Bozoglu, Türkei und Saur Kuramagomedow |
| 2007 | 3.    | EM in Sofia                              | Bantam         | nach Siegen über Mariusz Los, Polen und Irakli Chochua, Georgien, einer Niederlage gegen Saur Kuramagomedow und einem Sieg über Wenelin Wenkow                                          |
| 2007 | 2.    | Großer Preis von Deutschland in Dortmund | Bantam         | hinter Eduardo Telles Zamora, Schweden, vor Mariusz Los und Scherali Schodmanow |
| 2007 | 22.   | WM in Baku                               | Bantam         | nach einem Sieg über Mamuka Chosrewanidse, Georgien und einer Niederlage gegen Virgil Munteanu, Rumänien                                                                                |
| 2007 | 2.    | Militär-WM in Hyderabad                  | Bantam         | hinter Park Eun-chul, Südkorea, vor Nasir Mankijew, Russland und Maxim Kacharski, Belarus                                                                                               |
| 2008 | 14.   | Olympia-Qualif.-Turnier in Rom           | Bantam         | Sieger: Jiao Hua Feng, China vor Alexandar Kostadinow, Bulgarien |
| 2008 | 3.    | Militär-WM in Split                      | Bantam         | hinter Mohsen Hajipour, Iran und Choi Gyu-jin, Südkorea |
| 2009 | 22.   | EM in Vilnius                            | Bantam         | nach einer Niederlage gegen Roman Amojan |
| 2009 | 10.   | WM in Herning/Dänemark                   | Bantam         | nach Siegen über Anton Audickas, Litauen und Aschat Kudaibergenow, Kasachstan und einer Niederlage gegen Håkan Nyblom, Dänemark                                                         |
| 2010 | 2.    | Vehbi-Emre-Memorial in Istanbul          | Bantam         | hinter Elçin Əliyev, vor Qadir Suleimanow, beide Aserbaidschan und Kiraz Kursat, Türkei                                                                                                 |
| 2010 | 3.    | EM in Baku                               | Bantam         | nach einer Niederlage gegen Elçin Əliyev und Siegen über Anders Rønningen, Norwegen und Alexandar Kostadinow, Bulgarien                                                                 |
| 2010 | 5.    | Großer Preis von Deutschland in Dortmund | Bantam         | hinter Sergei Poruschko, Russland, Florian Crusius, Deutschland, Jan Hocko, Tschechien und Peter Modos, Ungarn                                                                          |
| 2010 | 25.   | WM in Moskau                             | Bantam         | nach einer Niederlage gegen Elçin Əliyev |
| 2011 | 1.    | Cristo Lutte in Créteil                  | Bantam         | vor Iwan Gusow, Russland, Artjom Roitman, Israel und Mariusz Los |
| 2011 | 2.    | EM in Dortmund                           | Bantam         | nach Siegen über Joao Carvalho, Portugal, Elbek Tachijew, Belarus und Anar Zeinalow, Estland und einer Niederlage gegen Roman Amojan                                                    |
| 2011 | 3.    | Wadyslaw-Pytlasinksi-Memorial in Radom   | Bantam         | hinter Arsen Eralijew, Kirgisistan und Wenelin Wenkow |
| 2011 | 10.   | WM in Istanbul                           | Bantam         | nach einem Sieg über Lascha Gogitadse, Georgien und einer Niederlage gegen Roman Amojan                                                                                                 |
| 2011 | 2.    | Vantaa Painicup                          | Bantam         | hinter Iwan Tatarinow, Russland, vor Niko Ohukainen, Finnland |
| 2012 | 3.    | Golden-Grand-Prix in Szombathely         | Bantam         | hinter Ayhan Karakas, Türkei und Peter Modos |
| 2012 | 7.    | Olympia-Qualif.-Turnier in Sofia         | Bantam         | Sieger: Håkan Nyblom, Dänemark vor Alexandar Kostadinow |
| 2012 | 1.    | Olympia-Qualif.-Turnier in Helsinki      | Bantam         | vor Arsen Eralijew und Joakim Fagerlund, Schweden |
| 2012 | 3.    | Großer Preis von Spanien in Madrid       | Bantam         | hinter Luis Igancio Liendo, Venezuela und Håkan Nyblom |
| 2012 | 13.   | OS in London                             | Bantam         | nach einer Niederlage gegen Li Shujin, China |

## Erläuterungen
- alle Wettkämpfe im griechisch-römischen Spiel
- OS = Olympische Spiele, WM = Weltmeisterschaften, EM = Europameisterschaften
- Bantamgewicht, Gewichtsklasse bis 55 kg Körpergewicht